# Dagmara Komorowicz
Dagmara Komorowicz (ur. 1 maja 1979 w Lublinie) – polska pływaczka, medalistka mistrzostw Europy, olimpijka z Atlanty 1996.
Zawodniczka specjalizująca się w stylu grzbietowym. Dwukrotna mistrzyni Europy juniorów w roku 1994 na 100 m stylem grzbietowym i 100 m stylem motylkowym.
Dwukrotna mistrzyni Polski w 1995 roku: w wyścigu na 50 m stylem grzbietowym i 50 m stylem dowolnym. Wielokrotna rekordzistka Polski zarówno na basenie 25-metrowym jak i 50-metrowym.
Srebrna medalistka mistrzostw Europy na krótkim basenie w wyścigu na 50 m stylem grzbietowym.
Na igrzyskach w Atlancie wystartowała w wyścigu na 100 metrów stylem grzbietowym, zajmując 31. miejsce.
Karierę sportową zakończyła w wieku 18 lat.

## Rekordy życiowe

### Basen 25 m
- 50 m stylem grzbietowym - 28,23 uzyskany 14 lutego 1995 roku w Malmö,
- 100 m stylem grzbietowym - 1.00,53 uzyskany 19 lutego 1995 roku w Gelsenkirchen,
- 200 m stylem grzbietowym - 2.15,06 uzyskany 9 grudnia 1995 roku w Lesznie,
- 50 m stylem motylkowym - 28,57 uzyskany 16 marca 1995 roku w Spale,
- 100 m stylem motylkowym - 1.03,22 uzyskany 18 grudnia 1994 w Spale,

### Basen 50 m
- 50 m stylem grzbietowym – 30,11 uzyskany 21 lipca 1995 roku w Poznaniu,
- 100 m stylem grzbietowym – 1.03,72 uzyskany 28 lutego 1996 roku w Oświęcimiu,
- 200 m stylem grzbietowym – 2.21,11 uzyskany 4 sierpnia 1994 roku w Pardubicach,
- 50 m stylem motylkowym – 29,08 uzyskany 14 lipca 1994 roku we Wrocławiu,
- 100 m stylem motylkowym – 1.03,25 uzyskany 7 sierpnia 1994 roku w Pardubicach.